# Variazione del tempo di transito
La variazione del tempo di transito (abbreviata TTV, dall'inglese Transit-Timing Variation) è un metodo per rilevare pianeti extrasolari osservando le variazioni dei tempi di un transito. Ciò fornisce un metodo estremamente sensibile in grado di rilevare pianeti aggiuntivi nel sistema, con masse potenzialmente piccole come quella della Terra. 
In sistemi planetari numerosi, l'attrazione gravitazionale reciproca dei pianeti fa sì che un pianeta acceleri e un altro pianeta deceleri mentre compie la sua orbita; l'accelerazione fa cambiare il periodo orbitale di ogni pianeta. Il rilevamento di questo effetto misurando il cambiamento è noto come variazione dei tempi di transito . L'analisi della "variazione temporale", se esiste, permette quindi di rilevare la presenza di un pianeta non transitante in un sistema dove c'è almeno un pianeta che transita davanti alla propria stella.
Il primo rilevamento significativo di un pianeta non in transito, utilizzando le variazioni dei tempi di transito, è stato effettuato con il telescopio Kepler della NASA. Un pianeta in transito attorno alla stella Kepler-19, ossia Kepler-19 b, ha mostrato una variazione del tempo di transito con un'ampiezza di 5 minuti e un periodo di circa 300 giorni, indicando la presenza di un secondo pianeta, Kepler-19 c, che ha un periodo che è un multiplo del periodo del pianeta in transito.
La variazione dei tempi di transito è stata rilevata per la prima volta in modo convincente per i pianeti Kepler-9 b e Kepler-9 c e ha guadagnato popolarità nel 2012 come metodo per scoprire esopianeti.
La TTV può anche essere utilizzata per misurare indirettamente la massa degli esopianeti in sistemi compatti a più pianeti e/o in sistemi i cui pianeti sono in catene risonanti, come nel caso di TRAPPIST-1, dove è stato possibile stimare le masse e le eccentricità orbitali dei sei pianeti interni.